# Репка (посёлок)
Репка — посёлок в Свердловском районе Орловской области. Входит в состав Никольского сельского поселения.

## География
Посёлок расположен на берегу реки Малая Рыбница. 
Уличная сеть представлена одним объектом: Лесная улица. 
Географическое положение: в 24 километрах от районного центра — посёлка городского типа Змиёвка, в 37 километрах от областного центра — города Орёл и в 363 километрах от столицы — Москвы.

## Население
| 2010 |
| ---- |
| 21   |